# 28e session du Comité du patrimoine mondial
La 28e session du Comité du patrimoine mondial s'est tenue du 28 juin 2004 au 7 juillet 2004 à Suzhou, en Chine

## Participants
Le bureau du Comité est, pour la session, constitué des pays suivants :
- Présidence : Chine
- Vice-présidence : Argentine, Nigeria, Oman, Royaume-Uni, Sainte-Lucie,
- Rapporteur : Afrique du Sud
- Autres membres : Bénin, Chili, Colombie, Égypte, Inde, Japon, Koweït, Liban, Lituanie, Norvège, Nouvelle-Zélande, Pays-Bas, Portugal, Russie

## Liste

### Inscriptions
Pendant cette session, 34 nouveaux biens sont inscrits au patrimoine mondial, 29 de type culturel et 5 de type naturel,.
Andorre, la Corée du Nord, l'Islande, Sainte-Lucie et le Togo connaissent leur première inscription au patrimoine mondial.
Dans le tableau ci-dessous, les graphies des biens sont celles données par l'UNESCO.
| Id.  | Bien                                                                  | Pays                 | Superficie (ha) | Critères et notes | Coordonnées                   | Illus. |
| ---- | --------------------------------------------------------------------- | -------------------- | --------------- | --- | ----------------------------- | ------ |
| 1007 | Aires protégées de la Région Florale du Cap                           | Afrique du Sud       | 1 094 742       | Naturel, (ix), (x) Étendu en 2015. | 34° 10′ 01″ S, 18° 22′ 30″ E  |        |
| 1087 | Hôtel de ville et la statue de Roland sur la place du marché de Brême | Allemagne            | 0,287           | Culturel, (iii), (iv), (vi) | 53° 04′ 34″ N, 8° 48′ 25″ E   |        |
| 1156 | Vallée de l'Elbe à Dresde                                             | Allemagne            | 1 930           | Culturel, (ii), (iii), (iv), (v) En péril à partir de 2006 en raison de la construction du pont de Waldschlösschen sur l'Elbe. Finalement délisté en 2009.                                                           | 51° 03′ 00″ N, 13° 48′ 47″ E  |        |
| 1127 | Parc de Muskau / Parc Mużakowski                                      | Allemagne, Pologne   | 352,14          | Culturel, (i), (iv) | 51° 32′ 53″ N, 14° 43′ 23″ E  |        |
| 1160 | La vallée du Madriu-Perafita-Claror                                   | Andorre              | 4 247           | Culturel, (v) | 42° 29′ 31″ N, 1° 35′ 38″ E   |        |
| 1131 | Palais royal des expositions et jardins Carlton                       | Australie            | 26              | Culturel, (ii) | 37° 48′ 22″ S, 144° 58′ 12″ E |        |
| 1135 | Capitales et tombes de l'ancien royaume de Koguryo                    | Chine                | 4 164,8599      | Culturel, (i), (ii), (iii), (iv), (v) 5 sites distincts. Un bien similaire est inscrit séparemment en Corée du Nord lors de la même session, sans donner lieu à un bien transfrontallier.                            | 41° 09′ 25″ N, 126° 11′ 13″ E |        |
| 1091 | Ensemble des tombes de Koguryo                                        | Corée du Nord        | 234,73          | Culturel, (i), (ii), (iii), (iv) 12 sites distincts. Un bien similaire est inscrit séparemment en Chine lors de la même session, sans donner lieu à un bien transfrontallier.                                        | 38° 51′ 47″ N, 125° 24′ 54″ E |        |
| 1149 | Fjord glacé d'Ilulissat                                               | Danemark (Groenland) | 399 800         | Naturel, (vii), (viii) | 69° 10′ 08″ N, 50° 18′ 00″ O  |        |
| 945  | Gare Chhatrapati Shivaji (anciennement gare Victoria)                 | Inde                 | 2,85            | Culturel, (ii), (iv) | 18° 56′ 24″ N, 72° 50′ 10″ E  |        |
| 1101 | Parc archéologique de Champaner-Pavagadh                              | Inde                 | 1 328,89        | Culturel, (iii), (iv), (v), (vi) | 22° 28′ 59″ N, 73° 31′ 59″ E  |        |
| 1167 | Patrimoine des forêts tropicales ombrophiles de Sumatra               | Indonésie            | 2 595 124       | Naturel, (vii), (ix), (x) | 2° 30′ S, 101° 30′ E          |        |
| 1208 | Bam et son paysage culturel                                           | Iran                 |                 | Culturel, (ii), (iii), (iv), (v) Immédiatement placé sur la liste du patrimoine mondial en péril. | 29° 06′ 22″ N, 58° 21′ 25″ E  |        |
| 1106 | Pasargades                                                            | Iran                 | 159,65          | Culturel, (i), (ii), (iii), (iv) | 30° 12′ 00″ N, 53° 10′ 44″ E  |        |
| 1152 | Parc national de Þingvellir                                           | Islande              | 9 270           | Culturel, (iii), (vi) | 64° 15′ 29″ N, 21° 07′ 30″ O  |        |
| 1158 | Nécropoles étrusques de Cerveteri et de Tarquinia                     | Italie               | 326,93          | Culturel, (i), (iii), (iv) | 42° 00′ 25″ N, 12° 06′ 07″ E  |        |
| 1026 | Vallée de l'Orcia                                                     | Italie               | 61 187,9609     | Culturel, (iv), (vi) | 43° 04′ 01″ N, 11° 33′ 00″ E  |        |
| 1142 | Sites sacrés et chemins de pèlerinage dans les monts Kii              | Japon                | 506,4           | Culturel, (ii), (iii), (iv), (vi) 23 sites distincts. | 33° 50′ 13″ N, 135° 46′ 34″ E |        |
| 1093 | Um er-Rasas (Kastrom Mefa'a)                                          | Jordanie             | 23,928          | Culturel, (i), (iv), (vi) | 31° 30′ N, 35° 55′ E          |        |
| 1145 | Pétroglyphes du paysage archéologique de Tanbaly                      | Kazakhstan           | 900             | Culturel, (iii) | 43° 48′ 11″ N, 75° 32′ 06″ E  |        |
| 1137 | Site archéologique de Kernavė (Réserve culturelle de Kernavė)         | Lituanie             | 194,4           | Culturel, (iii), (iv) | 54° 52′ 59″ N, 24° 51′ 00″ E  |        |
| 1139 | Tombeau des Askia                                                     | Mali                 | 4,24            | Culturel, (ii), (iii), (iv) | 16° 17′ 24″ N, 0° 02′ 38″ O   |        |
| 1058 | Ville portugaise de Mazagan (El Jadida)                               | Maroc                | 7,5             | Culturel, (ii), (iv) | 33° 15′ 25″ N, 8° 30′ 07″ O   |        |
| 1136 | Maison-atelier de Luis Barragán                                       | Mexique              | 0,1161          | Culturel, (i), (ii) | 19° 24′ 40″ N, 99° 11′ 35″ O  |        |
| 1081 | Paysage culturel de la vallée de l'Orkhon                             | Mongolie             | 121 967         | Culturel, (ii), (iii), (iv) | 47° 33′ 25″ N, 102° 49′ 52″ E |        |
| 1143 | Vegaøyan – Archipel de Vega                                           | Norvège              | 107 294         | Culturel, (v) | 65° 37′ 59″ N, 11° 54′ 00″ E  |        |
| 1117 | Paysage viticole de l'île du Pico                                     | Portugal             | 987             | Culturel, (iii), (v) | 38° 30′ 47″ N, 28° 32′ 28″ O  |        |
| 1150 | Liverpool – Port marchand                                             | Royaume-Uni          | 136             | Culturel, (ii), (iii), (iv) Le bien est délisté en 2021, les aménagements et constructions y ayant été menés depuis son inscription portant atteinte, selon l'UNESCO, « à l'authenticité et à l'intégrité du site ». | 53° 24′ 25″ N, 2° 59′ 38″ O   |        |
| 1097 | Ensemble du couvent Novodievitchi                                     | Russie               | 5,18            | Culturel, (i), (iv), (vi) | 55° 43′ 34″ N, 37° 33′ 25″ E  |        |
| 1023 | Système naturel de la Réserve de l'île Wrangel                        | Russie               | 1 916 300       | Naturel, (ix), (x) | 71° 13′ 59″ N, 179° 24′ 00″ E |        |
| 1161 | Zone de gestion des Pitons                                            | Sainte-Lucie         | 2 909           | Naturel, (vii), (viii) | 13° 48′ 25″ N, 61° 04′ 12″ O  |        |
| 724  | Monastère de Dečani                                                   | Serbie               | 1,8011          | Culturel, (ii), (iii), (iv) Étendu en 2006 et renommé « Monuments médiévaux au Kosovo ». | 42° 32′ 49″ N, 20° 16′ 19″ E  |        |
| 1134 | Station radio Grimeton, Varberg                                       | Suède                | 109,09          | Culturel, (ii), (iv) | 57° 06′ 50″ N, 12° 24′ 14″ E  |        |
| 1140 | Koutammakou, le pays des Batammariba                                  | Togo                 | 50 000          | Culturel, (v), (vi) Étendu au Bénin en 2023. | 10° 04′ 01″ N, 1° 08′ 06″ E   |        |

### Extensions
Les limites des six biens suivants, déjà inscrits au patrimoine mondial, sont étendues de façon significative,,.
| Id.  | Bien                                                                | Pays        | Superficie (ha) | Critères et notes | Coordonnées                                               | Illus. |
| ---- | ------------------------------------------------------------------- | ----------- | --------------- | --- | --------------------------------------------------------- | ------ |
| 439  | Palais impériaux des dynasties Ming et Qing à Beijing et à Shenyang | Chine       | 84,96           | Culturel, (i), (ii), (iii), (iv) Extension du bien inscrit en 1987 au palais de Mukden à Shenyang. | 41° 47′ 46″ N, 123° 26′ 56″ E                             |        |
| 1004 | Tombes impériales des dynasties Ming et Qing                        | Chine       | 3 435           | Culturel, (i), (ii), (iii), (iv), (vi) Extension du bien inscrit en 2000 aux tombes du Liaoning. | 41° 49′ 59″ N, 123° 34′ 59″ E                             |        |
| 928  | Zone de conservation de Guanacaste                                  | Costa Rica  | 147 000         | Naturel, (ix), (x) Inscrit en 1999, étendu à la réserve de Santa Elena. | 10° 51′ 00″ N, 85° 37′ 01″ O                              |        |
| 250  | Les grands temples vivants Chola                                    | Inde        | 21,74           | Culturel, (ii), (iii) Le bien inscrit en 1987 ne concerne que le temple de Brihadesvara à Thanjavur ; l'extension comprend les temples de Brihadesvara (en) à Gangaikondacholapuram et d'Airavatesvara (en) à Darasuram (en). | 11° 12′ 22″ N, 79° 26′ 56″ E 10° 56′ 53″ N, 79° 21′ 25″ E |        |
| 740  | Îles de Gough et Inaccessible                                       | Royaume-Uni | 397 900         | Naturel, (vii), (x) Le bien inscrit en 1995 ne comprend que l'île Gough ; il est étendu à l'île Inaccessible. | 37° 18′ 22″ S, 12° 41′ 10″ O                              |        |
| 387  | Île de St Kilda                                                     | Royaume-Uni | 24 201,4004     | Mixte, (iii), (v), (vii), (ix), (x) Inclusion de la zone marine environnante. | 57° 49′ 01″ N, 8° 34′ 37″ O                               |        |

### Patrimoine en péril

#### Ajouts
Trois biens sont inscrits sur la liste du patrimoine mondial en péril.
| Id.  | Bien                                       | Pays      | Notes | Coordonnées                  | Illus. |
| ---- | ------------------------------------------ | --------- | --- | ---------------------------- | ------ |
| 292  | Cathédrale de Cologne                      | Allemagne | Inscrit en 1996, en péril à la suite de la construction de plusieurs édifices de grande taille en face de la cathédrale,. Retiré en 2006 après la révision de la hauteur des bâtiments. | 50° 56′ 28″ N, 6° 57′ 25″ E  |        |
| 1208 | Bam et son paysage culturel                | Iran      | Inscrit la même année et directement placé sur la liste du patrimoine mondial en péril.                                                                                                 | 29° 06′ 22″ N, 58° 21′ 25″ E |        |
| 144  | Ruines de Kilwa Kisiwani et de Songo Mnara | Tanzanie  | Inscrit en 1981, en péril à cause de la détérioration des ruines. Retiré en 2014 | 8° 57′ 32″ S, 39° 29′ 46″ E  |        |

#### Retraits
Trois biens sont retirés de la liste du patrimoine mondial en péril.
| Id. | Bien           | Pays     | Notes | Coordonnées                   | Illus. |
| --- | -------------- | -------- | --- | ----------------------------- | ------ |
| 668 | Angkor         | Cambodge | Inscrit en 1992 et immédiatement placé sur la liste du patrimoine mondial en péril, le site d'Angkor en est retiré grâce aux efforts de préservation et de restauration.                           | 13° 25′ 59″ N, 103° 49′ 59″ E |        |
| 433 | Fort de Bahla  | Oman     | Inscrit en 1987, en péril depuis 1988 à cause de plans de développement mettant en danger l'intégrité du site. Retiré de la liste, Oman ayant amélioré la gestion du bien et assuré son intégrité. | 22° 57′ 50″ N, 57° 18′ 04″ E  |        |
| 684 | Monts Rwenzori | Ouganda  | Inscrit en 1994, en péril depuis 1999 à cause du manque de ressources et de l'insécurité du site. Retiré de la liste, les autorités ougandaises ayant repris le contrôle du parc.                  | 0° 13′ 26″ N, 29° 55′ 26″ E   |        |

### Ajournements
L'examen de cinq proposition est remise à une date ultérieure.
| Bien                                                   | Pays        | Notes | Coordonnées                  | Illus. |
| ------------------------------------------------------ | ----------- | --- | ---------------------------- | ------ |
| Paysage culturel d'art rupestre de Gobustan            | Azerbaïdjan | Examen différé pour permettre de mieux quantifier l'importance du site. Inscrit en 2007.                                                   | 40° 12′ 00″ N, 49° 22′ 16″ E |        |
| Îles Hawar                                             | Bahreïn     | Examen différé pour permettre d'envisager une extension du bien proposé.                                                                   | 25° 39′ 00″ N, 50° 46′ 59″ E |        |
| Château de Kuressaare                                  | Estonie     | Examen différé pour mieux qualifier la valeur universelle de la proposition, étendre l'aire proposée et finaliser le plan de conservation. | 58° 15′ 00″ N, 22° 28′ 59″ E |        |
| Paléohabitat de Tarnóc (hu)                            | Hongrie     | Examen différé pour mieux évaluer la proposition. Deux propositions similaires ont déjà été rejetées, en 1986 et en 1993.                  | 48° 13′ 55″ N, 19° 39′ 00″ E |        |
| La Route de l'encens et les villes du désert du Néguev | Israël      | Proposition renvoyée à Israël pour fournir une analyse comparative mettant en évidence la valeur universel du bien. Inscrit en 2005.       | 30° 32′ 28″ N, 35° 09′ 40″ E |        |
| Parc national de Coiba                                 | Panama      | Inscription différée en attendant l'établissement d'un parc national. Inscrit en 2005.                                                     | 7° 25′ 59″ N, 81° 45′ 58″ O  |        |

### Rejets
L'inscription de deux propositions est rejetée.
| Bien                             | Pays   | Notes | Coordonnées                  | Illus. |
| -------------------------------- | ------ | --- | ---------------------------- | ------ |
| Terrasses des villages viticoles | Chypre | La proposition aurait concerné une zone du versant sud du massif de Tróodos, autour des villages de Lófou et d'Ágios Therápon. Elle est rejetée, le dossier d'inscription n'étant pas assez élaboré,. | 34° 48′ 14″ N, 32° 51′ 07″ E |        |
| Parc national de la Téberda      | Russie | Le parc aurait été une extension du Caucase de l'Ouest, bien inscrit en 1999. Le comité décide de ne pas approuver cette extension.                                                                   | 43° 21′ 00″ N, 41° 42′ 00″ E |        |